# Hilo International Airport

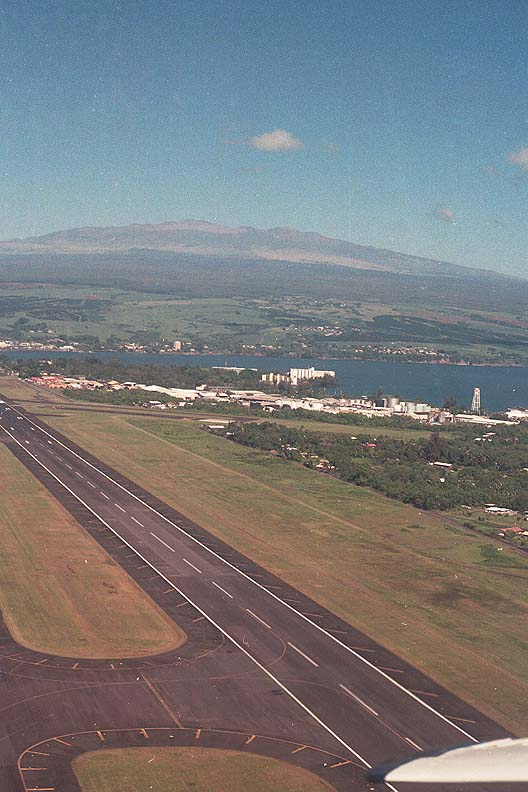
Hilo International Airport met de baai van Hilo en Mauna Kea op de achtergrond

Hilo International Airport ligt in Hilo op het eiland Hawaï in de Amerikaanse staat Hawaï. Hilo International Airport bedient Oost Hawaï, met de districten Hilo en Puna, en delen van de districten Hāmākua and Kaʻū. De meeste vluchten vanaf Hilo International Airport zijn van/naar Honolulu, maar er zijn ook vluchten naar Los Angeles.

## Geschiedenis
Hilo Airport werd op 11 februari 1928 geopend. Op 19 april 1943 werd de naam veranderd in General Lyman Field naar Albert Kualiʻi Brickwood Lyman (1885–1942), de eerste Amerikaanse generaal met Hawaïaanse voorouders. In mei 1989 werd de naam veranderd in Hilo International Airport. In 2010 bediende het vliegveld 1 279 342 passagiers.

## Incidenten
Op 28 april 1988 ondervond Aloha Airlines-vlucht 243, een Boeing 737 van Hilo naar Honolulu International Airport met 89 passagiers en 5 bemanningsleden snelle decompressie toen een 5,5 m groot deel van het dak en zijkanten van de cabine losraakten van het vliegtuig. Een stewardess werd naar buiten getrokken en overleed. Verschillende passagiers raakten zwaargewond. Het vliegtuig kon landen op Kahului Airport op Maui. Het ongeluk werd veroorzaakt door metaalmoeheid. Hierna vervingen bijna alle grote Amerikaanse luchtvaartmaatschappijen hun oudste vliegtuigen.